# Frente Sírmia
A Frente Sírmia (em servo-croata:  Srijemski front/Sremski front) foi uma linha de defesa do Eixo durante a Segunda Guerra Mundial. Foi estabelecido como parte da Frente Oriental no final de outubro de 1944 na Sírmia e no leste da Eslavônia, a noroeste de Belgrado.
Depois que os Partisans Iugoslavos e o Exército Vermelho expulsaram os alemães de Belgrado na Ofensiva de Belgrado, a Wehrmacht em retirada e as Forças Armadas Croatas usaram fortificações para proteger a retirada do Grupo de Exércitos Alemão E dos Bálcãs. Com a ajuda dos seus aliados soviéticos, os Partisans  (então reconhecidos como o exército iugoslavo), acompanhados pelas forças búlgaras e italianas, travaram uma difícil campanha de inverno e finalmente romperam a frente em 12 de abril de 1945.
Depois que a frente Sírmia foi quebrada, a Iugoslávia ocupada foi libertada. 

## Antecedentes
Após o avanço de Setembro através da Romênia e da Bulgária em Outubro de 1944, o Exército Vermelho, juntamente com as forças Jugoslavas, tomaram Belgrado (nódulo central de comunicação dos Balcãs) na Ofensiva de Belgrado. Devido à atividade partidária iugoslava,  à Operação Ratweek, aliada à Iugoslávia, e à pressão do exército búlgaro, os alemães não conseguiram evitar isso enquanto aguardavam a redistribuição das tropas do Grupo de Exércitos E da Grécia. O Exército Vermelho decidiu explorar este atraso e continuou a avançar com a 3ª Frente Ucraniana de Belgrado ao sudoeste da Hungria. O objetivo do avanço era separar e proteger o seu ataque principal na Hungria dos ataques no flanco do Grupo de Exércitos E vindos do sul.
De setembro de 1944 a janeiro de 1945, o Grupo de Exércitos E abriu caminho através da Macedônia, Cossovo, Sanjaco e Bósnia, e logo sua única rota de fuga disponível estava em uma linha entre Sarajevo e Slavonski Brod. Por esta razão, era de vital importância para os alemães defender a zona em torno de Slavonski Brod, que estava ameaçada pelo avanço soviético-iugoslavo através da Síria. Para evitar que o Grupo de Exércitos E fosse isolado, o comando do Sudeste alemão preparou sete linhas de defesa fortificadas sucessivas entre os rios Danúbio e Sava, de Ruma a Vinkovci. A campanha da Frente Síria consistiu em tentativas da Iugoslávia de romper essas linhas de defesa.

## Operações

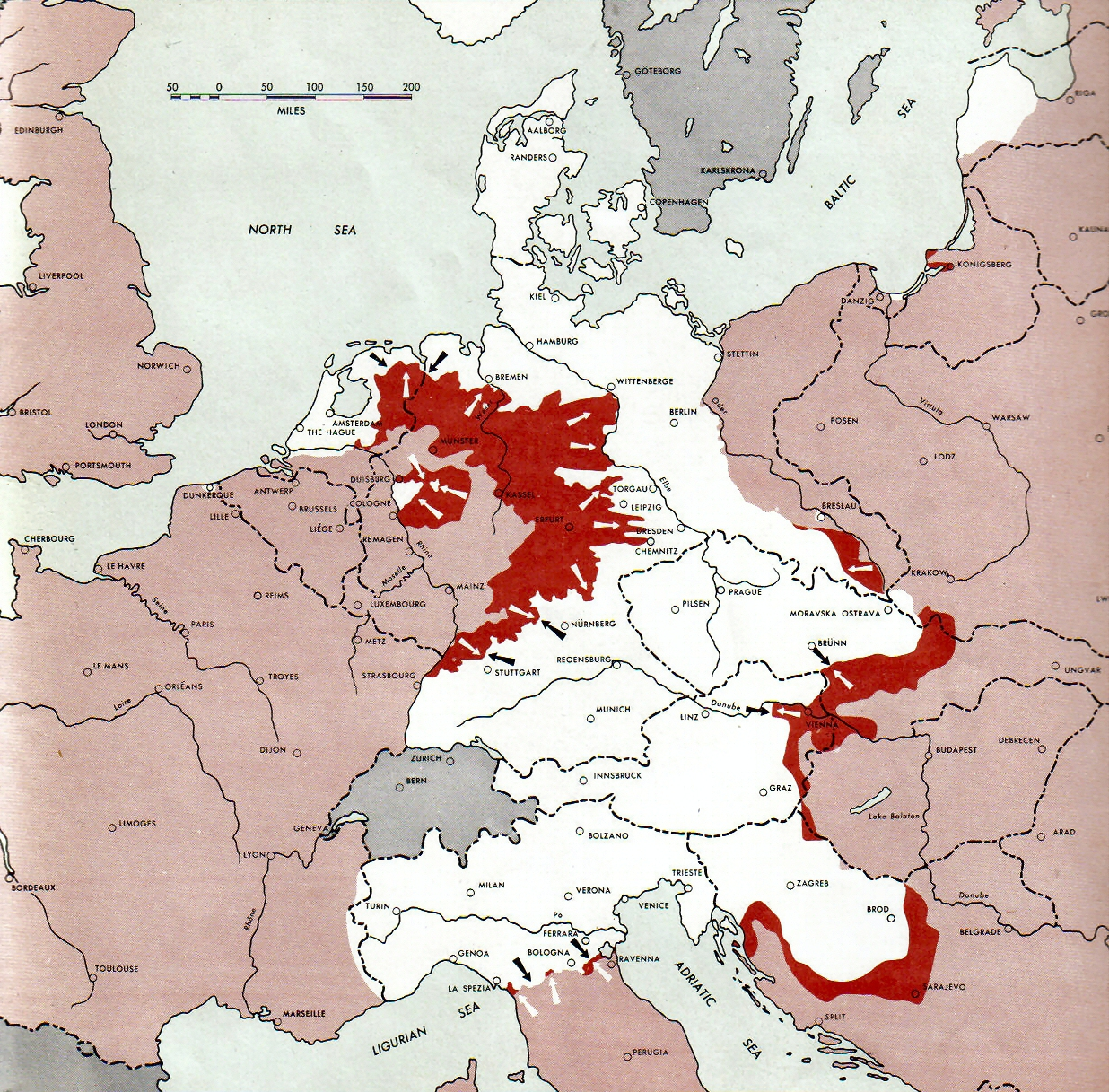
Linha de frente da Sírmia (extremo sudeste) como parte da Frente Oriental Europeia em abril de 1945

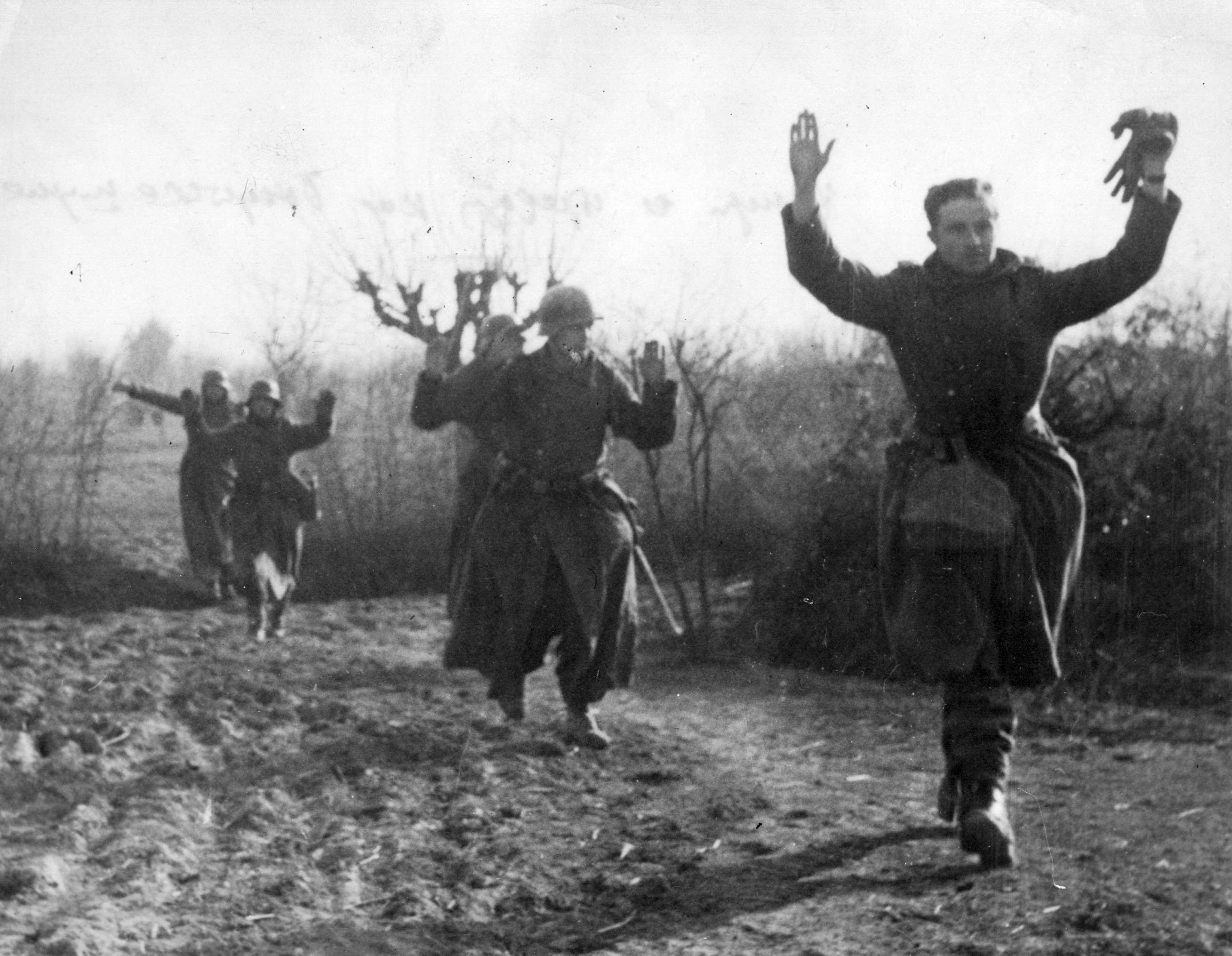
Soldados alemães se rendendo em abril de 1945

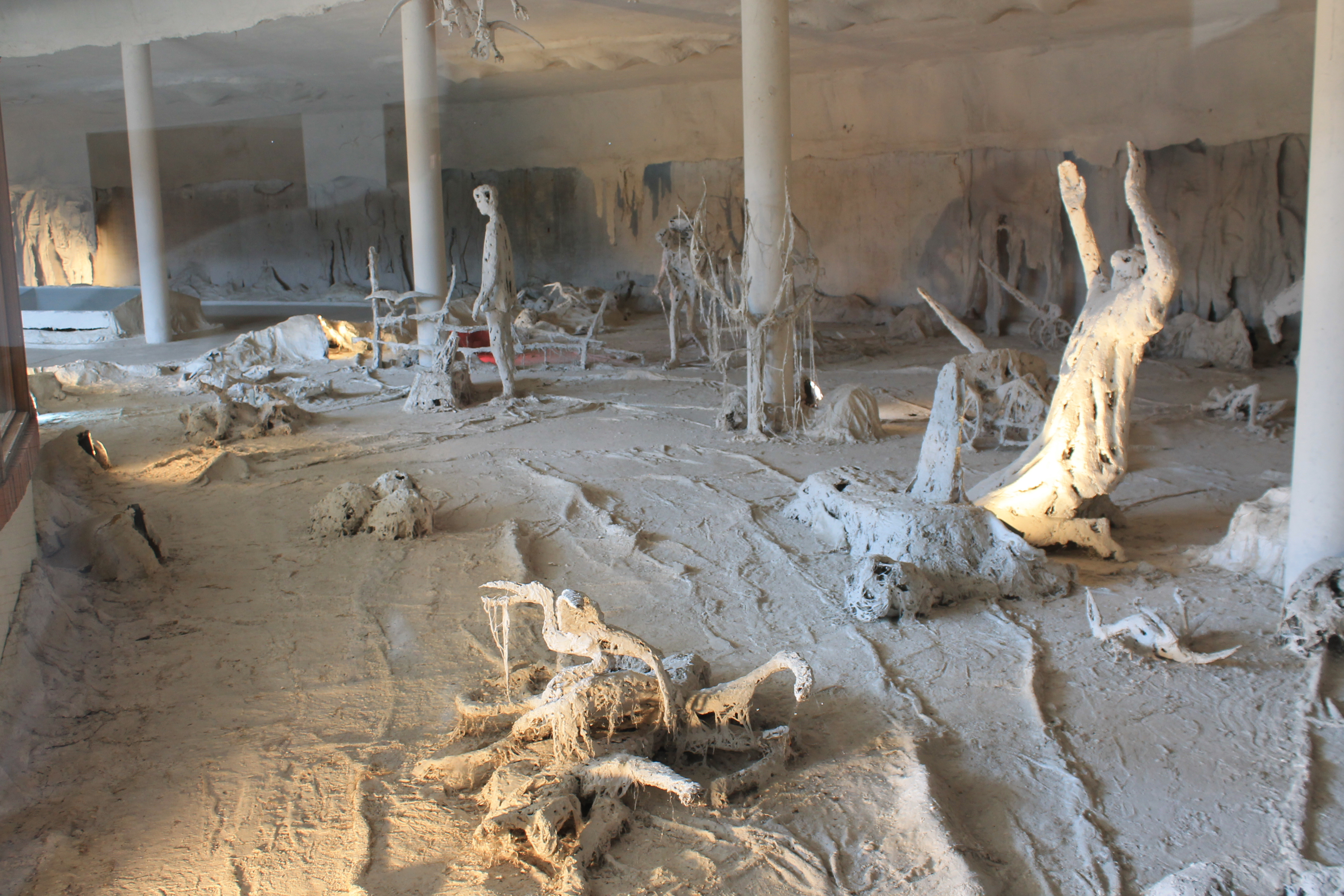
Memorial da Frente Síria em Šid

A Frente Síria viu alguns dos combates mais difíceis na Iugoslávia na Segunda Guerra Mundial. Durou quase seis meses. Enquanto a maior parte do Exército Vermelho envolvido na operação de Belgrado continuava a sua ofensiva na Hungria, o Exército Jugoslavo, habituado à guerra de guerrilha no terreno montanhoso dos Alpes Dináricos, permaneceu para combater a linha da frente entrincheirada e fortemente contestada pelo Eixo na planície. terreno da planície da Panônia.  Jovens da Voivodina e da Sérvia Central, muitos deles oriundos de regiões recentemente libertadas, foram recrutados em massa e enviados para a frente, e a quantidade de treino que receberam e os seus níveis de baixas permanecem em disputa. 
Embora principalmente estacionária, a frente moveu-se várias vezes, geralmente para oeste, à medida que as forças do Eixo eram empurradas para trás. Os combates começaram a leste de Ruma e se estabilizaram em janeiro de 1945, a oeste de Šid, depois que a cidade mudou de mãos devido aos contra-ataques do Eixo. No final de março e início de abril de 1945, as unidades do Exército Iugoslavo montaram uma ofensiva geral em todas as frentes. O Primeiro Exército Iugoslavo, comandado por Peko Dapčević, rompeu as defesas do XXXIV Corpo de exército alemão na Síria em 12 de abril, capturando rapidamente as cidades de Vukovar, Vinkovci e Županja, e permitindo novos avanços através da Eslavônia em direção a Slavonski Brod e Zagreb no último mês de a guerra.
A campanha pode ser dividida em quatro fases distintas:
1. A primeira fase durou de 24 de outubro até o final de dezembro de 1944 e foi caracterizada pelo avanço lento, mas constante, das forças iugoslavas e soviéticas através das sete linhas de defesa fortificadas alemãs, através de batalhas ferozes e pesadas perdas de ambos os lados.[7]
2. Na segunda fase, de 3 a 26 de janeiro de 1945, os alemães realizaram um contra-ataque bem-sucedido com as forças recém-chegadas do XXXIV Corpo do Grupo de Exércitos E, e conseguiram reconquistar a Linha Nibelungo, a principal linha de defesa da Síria, enquanto infligindo pesadas perdas ao exército iugoslavo.[8]
3. A terceira fase foi um período de impasse de 26 de janeiro a 12 de abril de 1945. Neste período, ambos os lados realizaram apenas atividades limitadas de reconhecimento.[9]
4. A quarta fase começou quando as forças iugoslavas romperam as linhas de defesa alemãs em 12 de abril, com pesadas perdas alemãs e batalhas ferozes e a retirada do Grupo de Exércitos E.[10]

### Leitura Adicional
- Trifković, Gaj (2016). «Carnage in the Land of Three Rivers: The Syrmian Front 1944–1945». Militärgeschichtliche Zeitschrift. 75 (1): 94–122. doi:10.1515/mgzs-2016-0004